# Carmen Smith-Brown
Carmen L. Smith-Brown (ur. 16 lutego 1943 w Saint Catherine) – jamajska lekkoatletka, płotkarka i  sprinterka, medalistka igrzysk Imperium Brytyjskiego i Wspólnoty Brytyjskiej, dwukrotna olimpijka.

## Kariera sportowa
Zwyciężyła w sztafecie 4 × 100 metrów oraz zdobyła brązowy medal w biegu na 80 metrów przez płotki na igrzyskach Ameryki Środkowej i Karaibów w 1962 w Kingston. Zajęła 4. miejsce w 4 × 110 jardów oraz odpadła w eliminacjach biegów na 100 jardów, na 220 jardów i na [80 metrów przez płotki na igrzyskach Imperium Brytyjskiego i Wspólnoty Brytyjskiej w 1962 w Perth. Na igrzyskach olimpijskich w 1964 w Tokio odpadła w półfinale biegu na 100 metrów oraz eliminacjach biegu na 80 metrów przez płotki i sztafety 4 × 100 metrów.
Zwyciężyła w biegu na 80 metrów przez płotki i w sztafecie 4 × 100 metrów oraz zdobyła srebrny medal w biegu na 100 metrów na igrzyskach Ameryki Środkowej i Karaibów w 1966 w San Juan. Na igrzyskach Imperium Brytyjskiego i Wspólnoty Brytyjskiej w 1966 w Kingston zdobyła srebrny medal w biegu na 80 metrów przez płotki, przegrywając tylko z Pamelą Kilborn z Australii, a wyprzedzając Jenny Wingerson z Kanady, brązowy medal w sztafecie 4 × 110 jardów (która biegła w składzie: Adlin Mair-Clarke, Una Morris, Vilma Charlton i Smith), a także odpadła w eliminacjach biegu na 100 jardów. Odpadła w eliminacjach biegów na 100  metrów i na 80 metrów przez płotki oraz sztafety 4 × 100 metrów na igrzyskach olimpijskich w 1968 w Meksyku. Na igrzyskach Brytyjskiej Wspólnoty Narodów w 1970 w Edynburgu zajęła 5. miejsce w sztafecie 4 × 100 metrów, 6. miejsce w biegu na 100 metrów przez płotki oraz odpadła w półfinale biegu na 100 metrów. Zdobyła brązowy medal w biegu na 100 metrów przez płotki na mistrzostwach Ameryki Środkowej i Karaibów w 1971 w Kingston.
Po kilku latach przerwy w startach w dużych imprezach wystąpiła na igrzyskach panamerykańskich w 1975 w Meksyku, gdzie zajęła 5. miejsce w biegu na 100 metrów przez płotki.
Smith-Brown była dwukrotną rekordzistką Jamajki w biegu na 100 metrów do czasu 11,6 s (19 października 1964 w Okayamie, sześciokrotną w biegu na 80 metrów przez płotki do czasu 11,0 s (12 sierpnia 1966 w Kingston), czterokrotną w biegu na 100 metrów przez płotki do czasu 14,0 s (27 czerwca 1975 w White Plains)  oraz pięciokrotną w sztafecie 4 × 100 metrów do czasu 45,6 s (13 sierpnia 1966 w Kingston).